# Spodek (Katovice)
Spodek (v polštině znamená „podšálek") je víceúčelová aréna stojící v centru polských Katovic. Mimo hlavní dóm komplex zahrnuje také kluziště, hotel, tři parkovací domy a posilovnu. Aréna byla od roku 1971, kdy byla postavena, do roku 2014, kdy byla překonána Tauron Arénou Kraków, vůbec největším zastřešeným krytým místem v Polsku. Stavba ve stylu brutalismu je v literatuře známá pod původním názvem Wojewódzka Hala Widowiskowo-Sportowa w Katowicach.
Hala je využívána ke kulturním a sportovním účelům, konají se zde hudební, sportovní i obchodní události. Hraje se zde hokej, basketbal i například tenis. Maximální kapacita je 11 500 lidí.